# Eloy Olaya
Eloy José Olaya Prendes (Gijón, 10 luglio 1964) è un ex calciatore spagnolo, di ruolo attaccante.

## Carriera

### Club
Debuttò con lo Sporting Gijón a 17 anni il 10 novembre 1982 contro l'Osasuna. Giocò poi per il Valencia e terminò la carriera nel 1998 nel Badajoz in Segunda División spagnola.

### Nazionale
Con la Spagna giocò 15 partite andando a segno 4 volte. Partecipò al campionato del mondo 1986 sbagliando il secondo rigore, che risulterà poi decisivo, ai quarti contro il Belgio e al campionato d'Europa 1988.